# Critoniopsis weberbaueri
Critoniopsis weberbaueri là một loài thực vật có hoa trong họ Cúc. Loài này được (Hieron.) H.Rob. mô tả khoa học đầu tiên năm 1993.